# Vol Allegheny Airlines 853
Le vol Allegheny Airlines 853 était un vol intérieur régulier reliant Boston, dans le Massachusetts, à Saint-Louis, dans le Missouri, avec des escales prévues à Baltimore, Cincinnati et Indianapolis. Le 9 septembre 1969, l'avion qui assurait ce vol, un Douglas DC-9 d'Allegheny Airlines, est entré en collision en plein vol avec un Piper PA-28 près de Fairland, dans l'Indiana. Les deux avions ont été détruits lors de la collision et les 78 passagers et 4 membres d'équipage à bord du DC-9, ainsi que le pilote du Piper, ont tous été tués dans l'accident. 

## Déroulement des faits
Le vol 853 était un vol régulier au départ de Boston à destination de Baltimore, Cincinnati, Indianapolis et Saint-Louis. Le commandant de bord, James Elrod (47 ans), et le copilote, William Heckendorn (26 ans), étaient aux commandes de l'avion. Le commandant Elrod était un pilote chevronné, avec plus de 23 800 heures de vol à son actif. Le Douglas DC-9-31, immatriculé N988VJ, a quitté l'aéroport international de Cincinnati-Northern Kentucky à 15h15, en direction de l'aéroport international d'Indianapolis. Ils volaient selon les règles de vol aux instruments (IFR) vers Indianapolis, et le contrôle d'approche leur a demandé de descendre à 2 500 pieds (760 m) après avoir dépassé le VOR de Shelbyville à 6 000 pieds (1 800 m). L'avion a ensuite été guidé vers un cap de 280°.

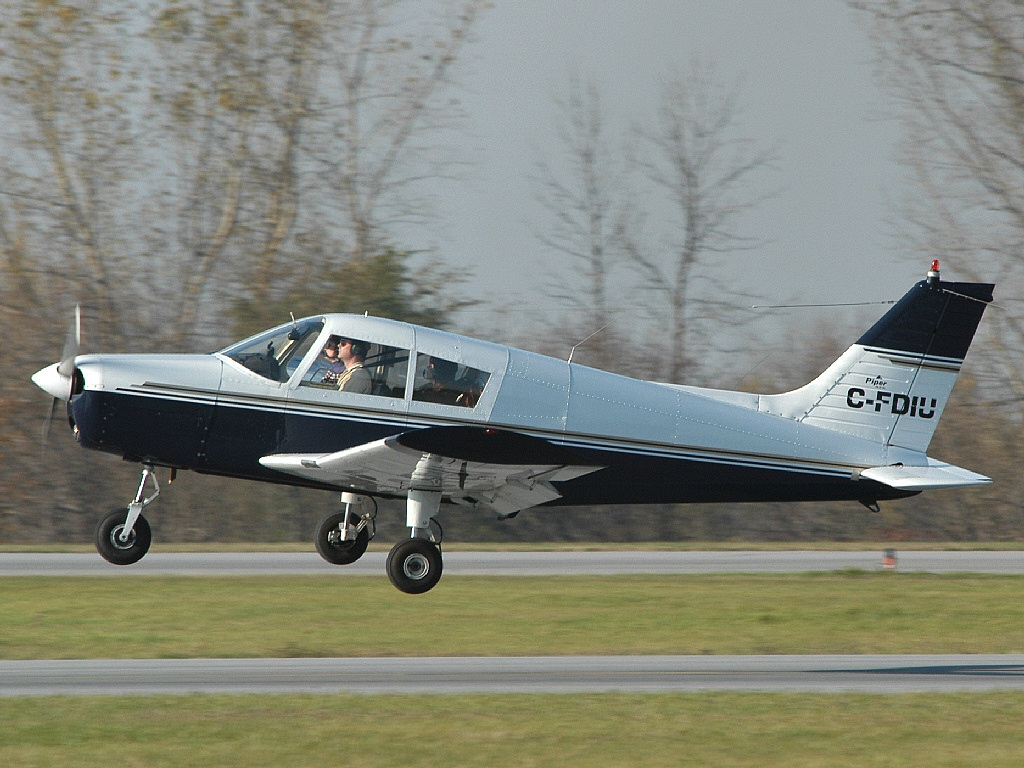
Un Piper PA-28-140, semblable à celui impliqué dans l'accident.

Pendant ce temps, le Piper PA-28-140 privé, alors piloté par Robert Carey (34), avait décollé de l'aérodrome de Brookside, dans l'Alabama, et se dirigeait vers le sud-est, à destination de l'aéroport municipal de Columbus (en), dans l'Indiana. Il opérait selon un plan de vol utilisant les règles de vol à vue (VFR), qui indiquait une altitude de croisière de 3 500 pieds (1 100 m). Il n'était pas en communication avec le contrôle aérien, n'était pas équipé d'un transpondeur et rien ne prouvait qu'il apparaissait sur l'écran radar du contrôle aérien.
Les deux appareils se sont percuté en vol, à une vitesse relative de 300 nœuds (560 km/h). Le point d'impact initial se trouvait sur la partie supérieure avant droite du stabilisateur vertical du DC-9, juste en dessous de l'empennage horizontal. Sur le Piper, le point d'impact se trouvait juste devant l'emplanture de l'aile gauche. L'impact a sectionné l'ensemble de la queue du DC-9, qui s'est renversé sur le dos et s'est écrasé dans un champ, à une vitesse approximative de 350 nœuds (640 km/h), à environ 91 m au nord du parc de mobile home Shady Acres.

## Cause
Le Conseil national de la sécurité des transports (NTSB) a publié la cause probable suivante à cette collision aérienne, dans un rapport adopté le 15 juillet 1970 :

« Le NTSB a déterminé que la cause probable de cet accident était les nombreuses déficiences en matière de capacité d'évitement des collisions du système de contrôle de la circulation aérienne de la Federal Aviation Administration (FAA) dans une zone de manœuvre terminale (TMA) où se trouvaient un trafic mixte IFR (règles de vol aux instruments) et VFR (règles de vol à vue). Les déficiences comprenaient notamment l'inadéquation du concept du « voir et éviter » dans ce genre de circonstances; les limites techniques du radar pour détecter l'ensemble des aéronefs; et l'absence de réglementations fédérales qui auraient permis d'assurer un système de séparation adéquate entre le trafic VFR et IFR dans les zones terminales. »

## Conséquences
Le NTSB et la FAA ont pris conscience des limites inhérentes au principe « voir et éviter » de la séparation du trafic aérien dans des conditions météorologiques de vol à vue, notamment en ce qui concerne les avions évoluant à des vitesses ou dans des couches nuageuses différentes et d'autres restrictions de visibilité. Au fil des ans, à la suite d'incidents similaires et en profitant des avancées technologiques, les deux agences ont mis en place un certain nombre de mesures correctives pour l'industrie aéronautique, notamment :
- Les transpondeurs sont désormais installés dans la plupart des avions de l'aviation générale et dans tous les avions commerciaux, ce qui augmente considérablement la visibilité radar des petits avions volant plus bas et plus lentement, en particulier à proximité de zone subissant des perturbations atmosphériques (voir système de contrôle automatisé du trafic aérien et radar secondaire).
- La plupart des aéroports desservis régulièrement par le trafic aérien disposent désormais d'un espace aérien contrôlé environnant (désignation OACI Classe B ou Classe C), pour une meilleure séparation du trafic IFR et VFR ; tous les aéronefs doivent être équipés d'un transpondeur et être en communication avec le contrôle aérien pour opérer dans cet espace aérien contrôlé.
- La plupart des avions commerciaux et des autres transporteurs aériens sont désormais équipés du Traffic Collision Avoidance System (TCAS), capable de détecter et d'avertir les pilotes de la présence d'un autre appareil, alors équipé d'un transpondeur, situé à proximité.
- Les systèmes radar du contrôle aérien disposent désormais d'une alerte de conflit à court terme (en) (STCA), un logiciel automatisé d'évitement des collisions qui déclenche une alarme au sol lorsque deux avions s'approchent d'une distance de séparation minimale.